# Ałeksandar Czołowiḱ
Aleksandar Czołowiḱ, maced. Александар Чоловиќ (ur. 6 stycznia 1976 w Skopju) – macedoński szachista, arcymistrz od 2013 roku.

## Kariera szachowa
W 1990 r. zdobył wicemistrzostwo Jugosławii juniorów młodszych, natomiast w 1991 r. w tej samej kategorii wiekowej zdobył brązowy medal. W 1990 r. reprezentował Jugosławię na mistrzostwach świata juniorów do 14 lat, natomiast w 1994 r. – na mistrzostwach świata juniorów do 18 lat (w barwach Macedonii).
Normy na tytuł mistrza międzynarodowego wypełnił na turniejach w Porto San Giorgio, Paliciu i Skopje. W 1997 r. zdobył tytuł mistrza Skopje, w 1999 r. zajął II m. w Barletcie, w 2002 r. podzielił II m. w Sitges, w 2003 r. zwyciężył w Ourense, natomiast w 2004 r. podzielił I m. w Montcada i Reixac. W 2005 r. odniósł znaczny sukces, dzieląc I m. (wspólnie z Carlosem Matamorosem Franco, Luisem Galego, Pią Cramling, Davorem Komljenoviciem i Ibragimem Chamrakułowem) w otwartym turnieju Malaga Open w Maladze. W 2007 r. reprezentował narodowe barwy na drużynowych mistrzostwach Europy w Heraklionie, natomiast w 2008 r. – na szachowej olimpiadzie w Dreźnie. W 2010 r. podzielił II m. w Naujac-sur-Mer, natomiast w 2011 r. zajął V m. w finale indywidualnych mistrzostw Macedonii, rozegranych w Skopju.
Najwyższy ranking w dotychczasowej karierze osiągnął 1 października 2013 r., z wynikiem 2514 punktów zajmował wówczas 2. miejsce (za Władimirem Georgiewem) wśród macedońskich szachistów.